# Новопокровка (Хабарский район)
Новопокровка — упразднённый посёлок в Хабарском районе Алтайского края России. На момент упразднения входил в состав Свердловского сельсовета. Упразднен в 1981 г.

## География
Располагался в 4,5 км к северо-востоку от посёлка Нововасильевка.

## История
Основан в 1907 году. В 1928 г. поселок Ново-Покровка состоял из 92 хозяйств. Центр Ново-Покровского сельсовета Знаменского района Славгородского округа Сибирского края.
Решением Алтайского краевого исполнительного комитета от 28.05.1981 года № 194/3 посёлок исключен из учётных данных.

## Население
В 1926 г. в посёлке проживало 492 человека (239 мужчин и 253 женщины), основное население — украинцы.